# Calonge (Santanyí)
Calonge ist ein Dorf und Teil der Gemeinde Santanyí, die wiederum eine von 53 selbständigen Gemeinden auf der balearischen Mittelmeerinsel Mallorca ist. Das Dorf liegt im Südosten der Insel und grenzt im Nordwesten an das Dorf Carritxó (Gemeinde Felanitx), im Nordosten an das Dorf S’Horta (Felanitx), im Süden an  Cala d’Or und Portopetro und im Südwesten an s’Alqueria Blanca (und in weiterer Folge den Hauptort der Region, Santanyí).

## Name
Der Name des Ortes Calonge soll von der gleichnamigen Gemeinde Calonge stammen, die sich im Baix Empordà in der Provinz Girona der Autonomen Gemeinschaft von Katalonien (Spanien) befindet. Abgeleitet wird dies davon, dass Gilabert de Cruïlles einer der Adligen war, die an der Eroberung von Mallorca 1229 Teil hatten.

## Geographie, Lage und Sprache
Das Dorf Calonge befindet sich im äußersten Südosten Mallorcas und ist etwa 60 Kilometer von der Hauptstadt Palma entfernt und gut über das Straßennetz angebunden.
Das Dorf hat (2017) eine Einwohnerzahl von 894 Personen. Amtssprachen sind Katalanisch und Spanisch.
Im Dorf treffen die überregionalen Straßen MA 4012 und 4013 zusammen sowie etwas außerhalb, Richtung S’Horta, die MA 4016 von Carritxó kommend und die MA 4012.

## Nahegelegene Strände
- Cala Esmeralda, nördlich von Cala d’Or
- Cala Serena, nördlich von Cala d’Or
- Cala Mitjana, nördlich von Cala d’Or
- Cala sa Nau, nördlich von Cala d’Or

Siehe auch: Strände und Buchten auf Mallorca

## Persönlichkeiten
- Miquel Adrover i Barceló (* 1965), Modedesigner

## Trivia
Im geographischen Viereck zwischen Calonge, Es Carritxó, Cas Concos und s’Alqueria Blanca befindet sich der Hamburger Hügel. Es ist dies keine offizielle Bezeichnung, sondern eine ironische Bezeichnung für ein Gebiet, in dem sich reiche deutsche Staatsbürger, vormals vor allem aus der Gegend um Hamburg niedergelassen haben. Der Anteil an deutschen Staatsbürgern beträgt in der Region Santanyí 12,9 %.